# Derbi de la Llanterna
Jo he tingut la sort de viure els derbis més grans,
però cap desprèn el perfum de la Lanterna

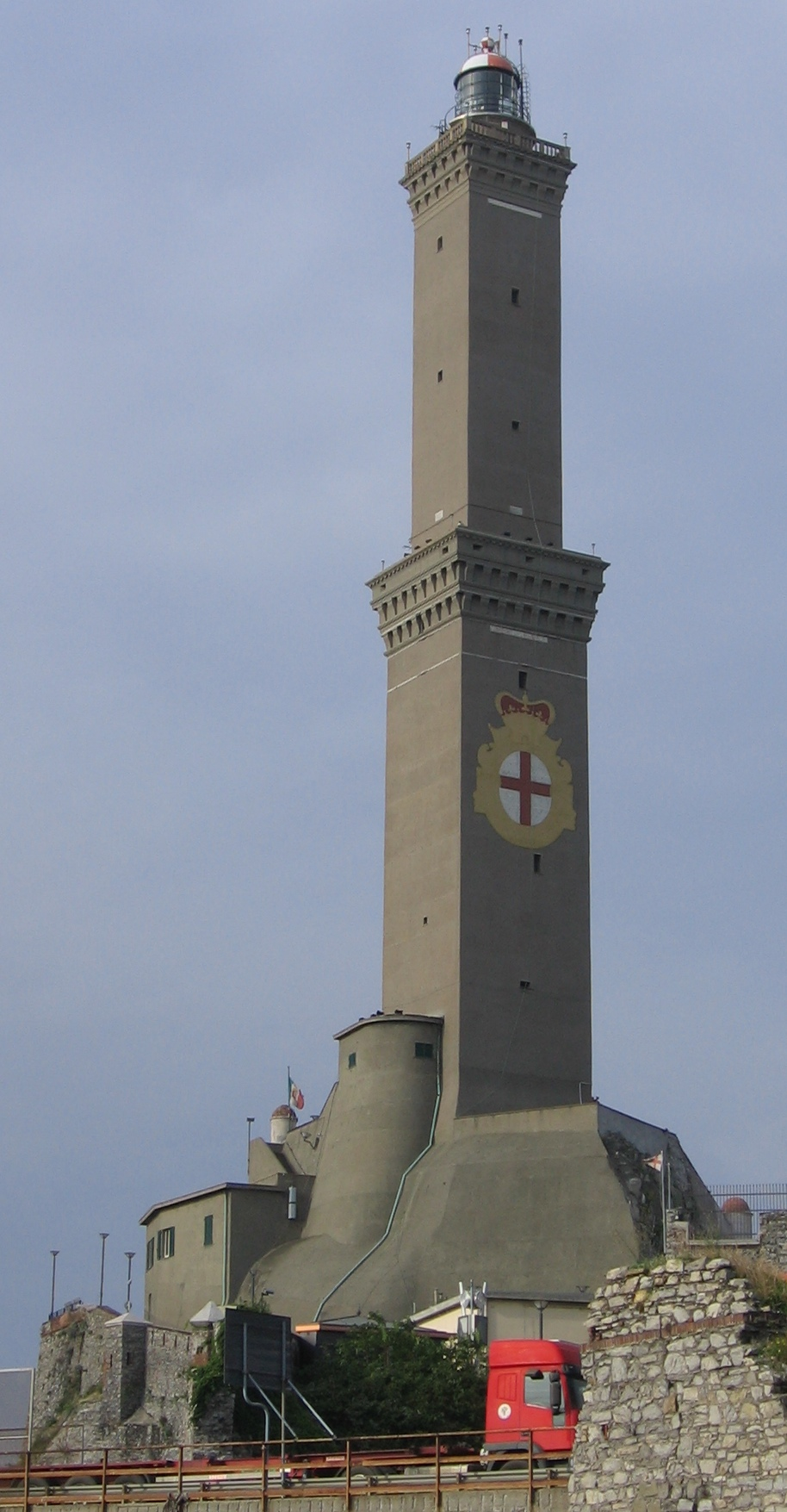
La Llanterna, el far del port de Gènova

El Derbi de la Llanterna, conegut en italià com Derby della Lanterna o Derby di Genova, és un derbi urbà entre els més famosos i passionals del calcio, el futbol italià, disputat entre els equips de la ciutat de Gènova, el Genoa CFC i la UC Sampdoria.
El nom de Llanterna ve perquè el símbol de la ciutat és un far, situat al costat del port vell i conegut com la Llanterna. El derbi té la particularitat que sempre es juga en l'Estadi Luigi Ferraris, seu tant del Genoa com de la Sampdoria.
Tot i que el Genoa és fundat l'any 1893 i des d'aquella data s'ha enfrontat a diversos equips de la ciutat, és a partir de 1946, amb la fundació de la Sampdoria, com a fusió de la Sampierdarenese (1891) i l'Andrea Doria (1895), que el derbi pren la seva màxima importància.
Els genovesos viuen amb una passió singular la rivalitat entre els dos equips. Està al cap de tota la ciutat molt abans del dia del partit, i roman en les converses populars molt temps després, perquè els vencedors s'encarreguen de recordar interminablement als perdedors l'última gesta. A Gènova, el derbi no dura 90 minuts sinó els dies que separen un derbi del següent. Els dies previs, la ciutat es tenyeix amb els colors dels dos equips i tothom prepara el gran partit. Les dues aficions s'han encarregat que sigui considerat el més vistós d'Itàlia i un dels més bonics del món.
Les temporades en les que no ha hi hagut cap partit oficial de derbi a causa del descens d'alguns dels dos equips i que per tant no han coincidit en competició de lliga han estat: 1951-1952, 1952-1953, 1960-1961, 1961-1962, 1965-1966, 1967-1968, 1970-1971, 1974-1975, 1975-1976, 1977-1978, 1981-1982, 1984-1985, 1985-1986, 1986-1987, 1987-1988, 1988-1989, 1995-1996, 1997-1988, 1998-1999, 2003-2004, 2004-2005, 2005-2006, 2006-2007, 2011-2012, 2022-2023 i 2023-2024.

## Estadística de partits

### Tots els partits[2]
| Temporada | Competició | Data       | Local       | Visitant    | Data       | Local        | Visitant    |
| --------- | ---------- | ---------- | ----------- | ----------- | ---------- | ------------ | ----------- |
| 1946-1947 | Serie A    | 03/11/1946 | Sampdoria 3 | Genoa 0     | 03/03/1947 | Genoa 2      | Sampdoria 3 |
| 1947-1948 | Serie A    | 16/11/1947 | Genoa 2     | Sampdoria 1 | 22/04/1948 | Sampdoria 1  | Genoa 1     |
| 1948-1949 | Serie A    | 17/10/1948 | Sampdoria 5 | Genoa 1     | 06/02/1949 | Genoa 0      | Sampdoria 0 |
| 1949-1950 | Serie A    | 09/10/1949 | Genoa 0     | Sampdoria 1 | 12/02/1950 | Sampdoria 1  | Genoa 1     |
| 1950-1951 | Serie A    | 03/12/1950 | Sampdoria 2 | Genoa 1     | 22/04/1951 | Genoa 2      | Sampdoria 3 |
| 1953-1954 | Serie A    | 22/11/1953 | Genoa 0     | Sampdoria 1 | 04/04/1954 | Sampdoria 0  | Genoa 0     |
| 1954-1955 | Serie A    | 14/11/1954 | Sampdoria 2 | Genoa 2     | 10/04/1955 | Genoa 1      | Sampdoria 1 |
| 1955-1956 | Serie A    | 23/10/1955 | Genoa 2     | Sampdoria 1 | 18/03/1956 | Sampdoria 0  | Genoa -0    |
| 1956-1957 | Serie A    | 28/10/1956 | Sampdoria 3 | Genoa 2     | 17/03/1957 | Genoa 1      | Sampdoria 1 |
| 1957-1958 | Serie A    | 01/11/1957 | Genoa 3     | Sampdoria 1 | 09/03/1958 | Sampdoria 0  | Genoa 0     |
| 1957-1958 | Copa       | 22/06/1958 | Genoa 1     | Sampdoria 3 | 13/07/1958 | Sampdoria 0  | Genoa 2     |
| 1958-1959 | Serie A    | 16/11/1958 | Sampdoria 2 | Genoa 1     | 29/03/1959 | Genoa 0      | Sampdoria 0 |
| 1959-1960 | Serie A    | 15/11/1959 | Genoa 1     | Sampdoria 2 | 03/04/1960 | Sampdoria 3  | Genoa 0     |
| 1962-1963 | Serie A    | 14/10/1962 | Genoa 2     | Sampdoria 1 | 17/02/1963 | Sampdoria 3  | Genoa 1     |
| 1963-1964 | Serie A    | 19/01/1964 | Sampdoria 0 | Genoa 1     | 22/03/1964 | Genoa 0      | Sampdoria 1 |
| 1964-1965 | Serie A    | 22/11/1964 | Genoa 2     | Sampdoria 1 | 04/04/1965 | Sampdoria -0 | Genoa 1     |
| 1966-1967 | Copa       | 03/09/1966 | Sampdoria 1 | Genoa 0     | -          | -            | -           |
| 1966-1967 | Serie B    | 16/10/1966 | Sampdoria 0 | Genoa 0     | 12/03/1967 | Genoa 1      | Sampdoria 0 |
| 1968-1969 | Copa       | 08/09/1968 | Sampdoria 2 | Genoa 1     | -          | -            | -           |
| 1969-1970 | Copa       | 31/08/1969 | Genoa 1     | Sampdoria 1 | -          | -            | -           |
| 1971-1972 | Copa       | 19/09/1971 | Sampdoria 1 | Genoa 1     | -          | -            | -           |
| 1972-1973 | Copa       | 03/09/1972 | Genoa 0     | Sampdoria 0 | -          | -            | -           |
| 1973-1974 | Serie A    | 25/11/1973 | Genoa 0     | Sampdoria 2 | 17/03/1974 | Sampdoria 1  | Genoa 1     |
| 1976-1977 | Serie A    | 07/11/1976 | Genoa 1     | Sampdoria 1 | 13/03/1977 | Sampdoria 1  | Genoa 2     |
| 1978-1979 | Copa       | 30/08/1978 | Genoa 0     | Sampdoria 1 | -          | -            | -           |
| 1978-1979 | Serie B    | 22/10/1978 | Sampdoria 0 | Genoa 2     | 18/03/1979 | Genoa 0      | Sampdoria 1 |
| 1979-1980 | Serie B    | 28/10/1979 | Genoa 0     | Sampdoria 0 | 16/03/1980 | Sampdoria 3  | Genoa 2     |
| 1980-1981 | Serie B    | 07/12/1980 | Sampdoria 1 | Genoa 1     | 10/05/1981 | Genoa 1      | Sampdoria 1 |
| 1982-1983 | Serie A    | 28/11/1982 | Genoa 1     | Sampdoria 1 | 10/04/1983 | Sampdoria 2  | Genoa 2     |
| 1983-1984 | Serie A    | 06/11/1983 | Sampdoria 2 | Genoa 0     | 18/03/1984 | Genoa 0      | Sampdoria 0 |
| 1989-1990 | Copa       | 30/08/1989 | Genoa 0     | Sampdoria 1 | -          | -            | -           |
| 1989-1990 | Serie A    | 01/10/1989 | Genoa 1     | Sampdoria 2 | 11/02/1990 | Sampdoria 0  | Genoa 0     |
| 1990-1991 | Serie A    | 25/11/1990 | Sampdoria 1 | Genoa 2     | 30/03/1991 | Genoa 0      | Sampdoria 0 |
| 1991-1992 | Serie A    | 27/10/1991 | Genoa 0     | Sampdoria 0 | 15/03/1992 | Sampdoria 2  | Genoa 2     |
| 1992-1993 | Serie A    | 01/11/1992 | Sampdoria 4 | Genoa 1     | 28/03/1993 | Genoa 0      | Sampdoria 0 |
| 1993-1994 | Serie A    | 05/12/1993 | Genoa 1     | Sampdoria 1 | 10/04/1994 | Sampdoria 1  | Genoa 1     |
| 1994-1995 | Serie A    | 04/12/1994 | Sampdoria 3 | Genoa 2     | 30/04/1995 | Genoa 2      | Sampdoria 1 |
| 1996-1997 | Copa       | 28/08/1996 | Genoa 2     | Sampdoria 2 | 02/10/1996 | Sampdoria 0  | Genoa 2     |
| 1999-2000 | Serie B    | 22/10/1999 | Genoa 1     | Sampdoria 1 | 20/03/2000 | Sampdoria 0  | Genoa 1     |
| 2000-2001 | Serie B    | 07/11/2000 | Sampdoria 2 | Genoa 0     | 02/04/2001 | Genoa 2      | Sampdoria 0 |
| 2001-2002 | Serie B    | 04/11/2001 | Genoa 1     | Sampdoria 0 | 08/04/2002 | Sampdoria 0  | Genoa 0     |
| 2002-2003 | Copa       | 03/09/2002 | Genoa 1     | Sampdoria 2 | -          | -            | -           |
| 2002-2003 | Serie B    | 15/11/2002 | Sampdoria 2 | Genoa 1     | 19/04/2003 | Genoa 0      | Sampdoria 2 |
| 2007-2008 | Serie A    | 23/09/2007 | Sampdoria 0 | Genoa 0     | 17/02/2008 | Genoa 0      | Sampdoria 1 |
| 2008-2009 | Serie A    | 07/12/2008 | Sampdoria 0 | Genoa 1     | 03/05/2009 | Genoa 3      | Sampdoria 1 |
| 2009-2010 | Serie A    | 28/11/2009 | Genoa 3     | Sampdoria 0 | 11/04/2010 | Sampdoria 1  | Genoa 0     |
| 2010-2011 | Serie A    | 16/2/2011  | Sampdoria 0 | Genoa 1     | 08/05/2011 | Genoa 2      | Sampdoria 1 |
| 2012-2013 | Serie A    | 18/11/2012 | Sampdoria 3 | Genoa 1     | 14/04/2013 | Genoa 1      | Sampdoria 1 |
| 2013-2014 | Serie A    | 15/09/2013 | Sampdoria 0 | Genoa 3     | 03/02/2014 | Genoa 0      | Sampdoria 1 |
| 2014-2015 | Serie A    | 28/09/2014 | Genoa 0     | Sampdoria 1 | 24/02/2015 | Genoa 1      | Sampdoria 1 |
| 2015-2016 | Serie A    | 05/01/2016 | Genoa 2     | Sampdoria 3 | 08/05/2016 | Sampdoria 0  | Genoa 3     |
| 2016-2017 | Serie A    | 22/10/2016 | Sampdoria 2 | Genoa 1     | 11/03/2017 | Genoa 0      | Sampdoria 1 |
| 2017-2018 | Serie A    | 04/11/2017 | Genoa 0     | Sampdoria 2 | 08/04/2018 | Sampdoria 0  | Genoa 0     |
| 2018-2019 | Serie A    | 25/11/2018 | Genoa 1     | Sampdoria 1 | 14/04/2019 | Sampdoria 2  | Genoa 0     |
| 2019-2020 | Serie A    | 14/12/2019 | Genoa 0     | Sampdoria 1 | 22/07/2020 | Sampdoria 1  | Genoa 2     |
| 2020-2021 | Serie A    | 01/11/2020 | Sampdoria 1 | Genoa 1     | 03/03/2021 | Genoa 1      | Sampdoria 1 |
| 2020-2021 | Copa       | 26/11/2020 | Sampdoria 1 | Genoa 3     | -          | -            | -           |
| 2021-2022 | Serie A    | 10/12/2021 | Genoa 1     | Sampdoria 3 | 30/04/2022 | Sampdoria 1  | Genoa 0     |
| 2024-2025 | Copa       | 25/09/2024 | Genoa 1     | Sampdoria 1 |            |              |             |

|                | Total Jugats | Victòria Genoa | Empat | Victòria Sampdoria |
| -------------- | ------------ | -------------- | ----- | ------------------ |
| Sèrie A        | 78           | 18             | 29    | 31                 |
| Sèrie B        | 16           | 5              | 6     | 5                  |
| Copa           | 14           | 3              | 5     | 6                  |
| Total Oficials | 108          | 26             | 40    | 42                 |

### Partits de LligaSerie A[2][3]
| Temporada | Local       | Visitant    | Local        | Visitant    |
| --------- | ----------- | ----------- | ------------ | ----------- |
| 1946-1947 | Sampdoria 3 | Genoa 0     | Genoa 2      | Sampdoria 3 |
| 1947-1948 | Genoa 2     | Sampdoria 1 | Sampdoria 1  | Genoa 1     |
| 1948-1949 | Sampdoria 5 | Genoa 1     | Genoa 0      | Sampdoria 0 |
| 1949-1950 | Genoa 0     | Sampdoria 1 | Sampdoria 1  | Genoa 1     |
| 1950-1951 | Sampdoria 2 | Genoa 1     | Genoa 2      | Sampdoria 3 |
| 1953-1954 | Genoa 0     | Sampdoria 1 | Sampdoria 0  | Genoa 0     |
| 1954-1955 | Sampdoria 2 | Genoa 2     | Genoa 1      | Sampdoria 1 |
| 1955-1956 | Genoa 2     | Sampdoria 1 | Sampdoria 0  | Genoa -0    |
| 1956-1957 | Sampdoria 3 | Genoa 2     | Genoa 1      | Sampdoria 1 |
| 1957-1958 | Genoa 3     | Sampdoria 1 | Sampdoria 0  | Genoa 0     |
| 1958-1959 | Sampdoria 2 | Genoa 1     | Genoa 0      | Sampdoria 0 |
| 1959-1960 | Genoa 1     | Sampdoria 2 | Sampdoria 3  | Genoa 0     |
| 1962-1963 | Genoa 2     | Sampdoria 1 | Sampdoria 3  | Genoa 1     |
| 1963-1964 | Sampdoria 0 | Genoa 1     | Genoa 0      | Sampdoria 1 |
| 1964-1965 | Genoa 2     | Sampdoria 1 | Sampdoria -0 | Genoa 1     |
| 1973-1974 | Genoa 0     | Sampdoria 2 | Sampdoria 1  | Genoa 1     |
| 1976-1977 | Genoa 1     | Sampdoria 1 | Sampdoria 1  | Genoa 2     |
| 1982-1983 | Genoa 1     | Sampdoria 1 | Sampdoria 2  | Genoa 2     |
| 1983-1984 | Sampdoria 2 | Genoa 0     | Genoa 0      | Sampdoria 0 |
| 1989-1990 | Genoa 1     | Sampdoria 2 | Sampdoria 0  | Genoa 0     |
| 1990-1991 | Sampdoria 1 | Genoa 2     | Genoa 0      | Sampdoria 0 |
| 1991-1992 | Genoa 0     | Sampdoria 0 | Sampdoria 2  | Genoa 2     |
| 1992-1993 | Sampdoria 4 | Genoa 1     | Genoa 0      | Sampdoria 0 |
| 1993-1994 | Genoa 1     | Sampdoria 1 | Sampdoria 1  | Genoa 1     |
| 1994-1995 | Sampdoria 3 | Genoa 2     | Genoa 2      | Sampdoria 1 |
| 2007-2008 | Sampdoria 0 | Genoa 0     | Genoa 0      | Sampdoria 1 |
| 2008-2009 | Sampdoria 0 | Genoa 1     | Genoa 3      | Sampdoria 1 |
| 2009-2010 | Genoa 3     | Sampdoria 0 | Sampdoria 1  | Genoa 0     |
| 2010-2011 | Sampdoria 0 | Genoa 1     | Genoa 2      | Sampdoria 1 |
| 2012-2013 | Sampdoria 3 | Genoa 1     | Genoa 1      | Sampdoria 1 |
| 2013-2014 | Sampdoria 0 | Genoa 3     | Genoa 0      | Sampdoria 1 |
| 2014-2015 | Genoa 0     | Sampdoria 1 | Genoa 1      | Sampdoria 1 |
| 2015-2016 | Genoa 2     | Sampdoria 3 | Sampdoria 0  | Genoa 3     |
| 2016-2017 | Sampdoria 2 | Genoa 1     | Genoa 0      | Sampdoria 1 |
| 2017-2018 | Genoa 0     | Sampdoria 2 | Sampdoria 0  | Genoa 0     |
| 2018-2019 | Genoa 1     | Sampdoria 1 | Sampdoria 2  | Genoa 0     |
| 2019-2020 | Genoa 0     | Sampdoria 1 | Sampdoria 1  | Genoa 2     |
| 2020-2021 | Sampdoria 1 | Genoa 1     | Genoa 1      | Sampdoria 1 |
| 2021-2022 | Genoa 1     | Sampdoria 3 | Sampdoria 1  | Genoa 0     |

|         | Total Jugats | Victòria Genoa | Empat | Victòria Sampdoria |
| ------- | ------------ | -------------- | ----- | ------------------ |
| Sèrie A | 78           | 18             | 29    | 31                 |

### Partits de LligaSerie B[2]
| Temporada | Local       | Visitant    | Local       | Visitant    |
| --------- | ----------- | ----------- | ----------- | ----------- |
| 1966-1967 | Sampdoria 0 | Genoa 0     | Genoa 1     | Sampdoria 0 |
| 1978-1979 | Sampdoria 0 | Genoa 2     | Genoa 0     | Sampdoria 1 |
| 1979-1980 | Genoa 0     | Sampdoria 0 | Sampdoria 3 | Genoa 2     |
| 1980-1981 | Sampdoria 1 | Genoa 1     | Genoa 1     | Sampdoria 1 |
| 1999-2000 | Genoa 1     | Sampdoria 1 | Sampdoria 0 | Genoa 1     |
| 2000-2001 | Sampdoria 2 | Genoa 0     | Genoa 2     | Sampdoria 0 |
| 2001-2002 | Genoa 1     | Sampdoria 0 | Sampdoria 0 | Genoa 0     |
| 2002-2003 | Sampdoria 2 | Genoa 1     | Genoa 0     | Sampdoria 2 |

|         | Total Jugats | Victòria Genoa | Empat | Victòria Sampdoria |
| ------- | ------------ | -------------- | ----- | ------------------ |
| Sèrie B | 16           | 5              | 6     | 5                  |

### Partits deCopa[2]
| Temporada | Eliminatòria         | Anada                 | Tornada               | Classificat                                                         |
| --------- | -------------------- | --------------------- | --------------------- | ------------------------------------------------------------------- |
| 1957-1958 | 1a fase grups        | Genoa - Sampdoria 1-3 | Sampdoria - Genoa 0-2 | La Sampdoria passa la següent ronda                                 |
| 1966-1967 | 1a fase partit únic  | Sampdoria - Genoa 1-0 | ----                  | La Sampdoria a passa la següent ronda                               |
| 1968-1969 | 1a fase grups        | Sampdoria - Genoa 2-1 | ----                  | Cap equip va superar la 1a fase de grups                            |
| 1969-1970 | 1a fase grups        | Genoa - Sampdoria 1-1 | ----                  | Cap equip va superar la 1a fase de grups                            |
| 1971-1972 | 1a fase grups        | Sampdoria - Genoa 1-1 | ----                  | Cap equip va superar la 1a fase de grups                            |
| 1972-1973 | 1a fase grups        | Genoa - Sampdoria 0-0 | ----                  | Cap equip va superar la 1a fase de grups                            |
| 1978-1979 | 1a fase grups        | Genoa - Sampdoria 0-1 | ----                  | Cap equip va superar la 1a fase de grups                            |
| 1989-1990 | 2n torn partit únic  | Genoa - Sampdoria 0-1 | ----                  | Sampdoria passa a la següent ronda                                  |
| 1996-1997 | 2n torn partit únic  | Genoa - Sampdoria 2-2 | Sampdoria - Genoa 0-2 | El Genoa en guanyar partit desempat, pasa a 3n torn                 |
| 2002-2003 | 1a fase grups        | Genoa - Sampdoria 1-2 | ----                  | La Sampdoria passa la següent ronda                                 |
| 2020-2021 | 4a ronda partit únic | Sampdoria- Genoa 1-3  | ---                   | El Genoa passa a 1/8 finals                                         |
| 2024-2025 | 2a ronda partit únic | Genoa - Sampdoria 1-1 |                       | La Sampdoria passa la següent ronda, classificada pels penals (5-6) |

|      | Total Jugats | Victòria Genoa | Empat | Victòria Sampdoria |
| ---- | ------------ | -------------- | ----- | ------------------ |
| Copa | 14           | 3              | 5     | 6                  |

## Taula total de partits
|                | Total Jugats | Victòria Genoa | Empat | Victòria Sampdoria |
| -------------- | ------------ | -------------- | ----- | ------------------ |
| Sèrie A        | 78           | 18             | 29    | 31                 |
| Sèrie B        | 16           | 5              | 6     | 5                  |
| Copa           | 14           | 3              | 5     | 6                  |
| Total Oficials | 108          | 26             | 40    | 42                 |
| No oficials    | 18           | 5              | 9     | 4                  |
| Total          | 126          | 31             | 49    | 46                 |